# NF (rappare)
Nathan John Feuerstein, född den 30 mars 1991, känd under artistnamnet NF, är en amerikansk rappare, sångare och låtskrivare. Han fick sitt genombrott 2014 när han släppte EP:n NF och har därefter släppt fem album: Mansion (2015), Therapy Session (2016), Perception (2017), The Search (2019) och CLOUDS (THE MIXTAPE) (2021). Singeln "Let You Down" från albumet Perception, var vad som verkligen satte honom på musikkartan efter att ha legat länge på Billboards Hot 100.

## Uppväxt
Nathan John Feuerstein föddes i Gladwin, Michigan den 30 mars  1991.  Hans föräldrar skilde sig och han bodde hos sin mamma där han misshandlades av mammans nya pojkvän tills han flyttade till sin pappa. Feuersteins mamma var beroende av droger och dog i en överdos år 2009. Feuerstein dedikerade låten "How Could You Leave Us" till henne. 2009 tog han examen från Gladwin High School. NF började sin karriär i tävlingen Fine Arts Festival och lyckades vinna på delstatsnivå i Michigan.

## Karriär
Enligt Feuerstein var musiken ett sätt att fly verkligheten när han var yngre. Han började spela in låtar på en karaokemaskin genom att spela in musiken i den ena mikrofonen och rappa i den andra. Den 29 november 2010 släppte Feuerstein själv sitt debutalbum Moments under sitt riktiga namn. Under 2012 uppmärksammades Feuersteins arbete av Xist Music och han hade då tagit artistnamnet NF. Utgivandet av EP:n NF annonserades, men en tvist med Xist fick dem att gå skilda vägar och EP:n sköts upp.
Feuerstein signade till Capitol CMG under 2014 och därefter släpptes EP:n NF. Detta projekt var hans första som placerade sig på Billboard. Det hamnade på plats nummer 12 på listan Top Christian Albums, nummer 4 på Top Gospel Albums och nummer 15 på Top Rap Albums. CCM Magazine recenserade skivan och tilldelade den fyra stjärnor. Hans första studioalbum, Mansion, släpptes den 31 mars 2015.
Hans andra studioalbum, Therapy Session, släpptes den 22 april 2016. Den 8 april 2016 släpptes singeln "I Just Wanna Know" och "Real" släpptes den 22 april 2016.
6 oktober 2017 släppte NF sitt tredje studioalbum, Perception. Albumet placerade sig på första plats på Billboard 200. Veckan efter blev "Let You Down" hans första singel att hamna på Hot 100 där den efter 17 veckor fick sin topplacering på plats nummer 12. Efter framgången med Perception meddelade NF att han skulle börja turnera i mitten av 2018 med Logic och Kyle.
I maj 2019 släpptes singeln "The Search" tillsammans med musikvideo och den 26 juni samma år släpptes albumet med samma namn vilket blev NF:s fjärde studioalbum.
Den 18 februari släppte NF singeln "Clouds" och tillkännagav sin kommande mixtape med samma namn som kommer släppas den 26 mars 2021. Den tredje singeln, "Lost feat. Hopsin", släpptes den 11 mars 2021. Singeln "Paid My Dues" från 2019 anses vara den första singeln.

## Privatliv
NF är kristen men anser sig inte vara en kristen rappare. Han var signad till ett kristet skivbolag och hans musik är populär på den kristna musikscenen.  Trots detta kallar han sig själv "bara en artist som gör musik för alla". Feuerstein gifte sig med Bridgette Doremus i början av september 2018. NF har en dotter och en son. 